# حکیم‌آباد (علی‌آباد)
حکیم آباد، روستایی است از توابع بخش مرکزی شهرستان علی‌آباد در استان گلستان ایران.

## جمعیت
این روستا در دهستان کتول قرار دارد و براساس سرشماری مرکز آمار ایران در سال ۱۳۸۵، جمعیت آن ۲۰۱۸ نفر (۴۷۰خانوار) بوده‌است.